# Jade (banda)
Jade es una banda boliviana de rock-pop formada en 1999 y renovada en el 2006 (Cochabamba). Esta Banda está integrada por Ignacio Navarro Querejazu (exvocalista) Diego Antezana (vocalista), Marco Pérez Donoso (Bajo), Rodrigo Antezana (Guitarra), Fernando Antezana (Guitarra) y Jorge Campos (Batería). El primer corte de su nueva producción se llama Mi Adicción y tanto la canción (mp3) como el videoclip (wmv) son completamente descargables de su sitio web oficial: https://web.archive.org/web/20081028200209/http://www.jade-fan.com/
También podrán encontrar artículos relacionados con la banda en: http://www.lazona.com/jade_rock ( MTV Music Television ), https://web.archive.org/web/20070311171754/http://www.stage.fm/jade/ ( Stage FM ), http://www.asociacionmusica.com/gruposart_pop.asp ( Asociación de Música ), http://www.radio-canada.ca/radio/radiomonde/swf/bolivie.swf ( Radio Canadá )
y las páginas oficiales de los principales medios de prensa escrita del país, como ser Los tiempos y Opinión.
Posee el mismo nombre que la banda Jade (banda argentina)

### Álbum

#### 0Km. (1999)
1. Amigos No Vale (3:43)
2. Secreto Amor (3:21)
3. Un Poquito De Tu Tiempo (4:26)
4. Márchate (3:57)
5. Viernes Por La Noche (3:42)
6. El Wampiro Down (3:23)
7. No Eres Nada (3:40)
8. No Hieras Mi Corazón (4:03)
9. Tu producto interno bruto (3:19)
10. Aventurera O No (3:36)

### Sencillos
1. Viernes Por La Noche (1999)
2. Secreto Amor (2000)
3. El Wampiro Down (2000)
4. Márchate (2001)